# Cheryl Studer

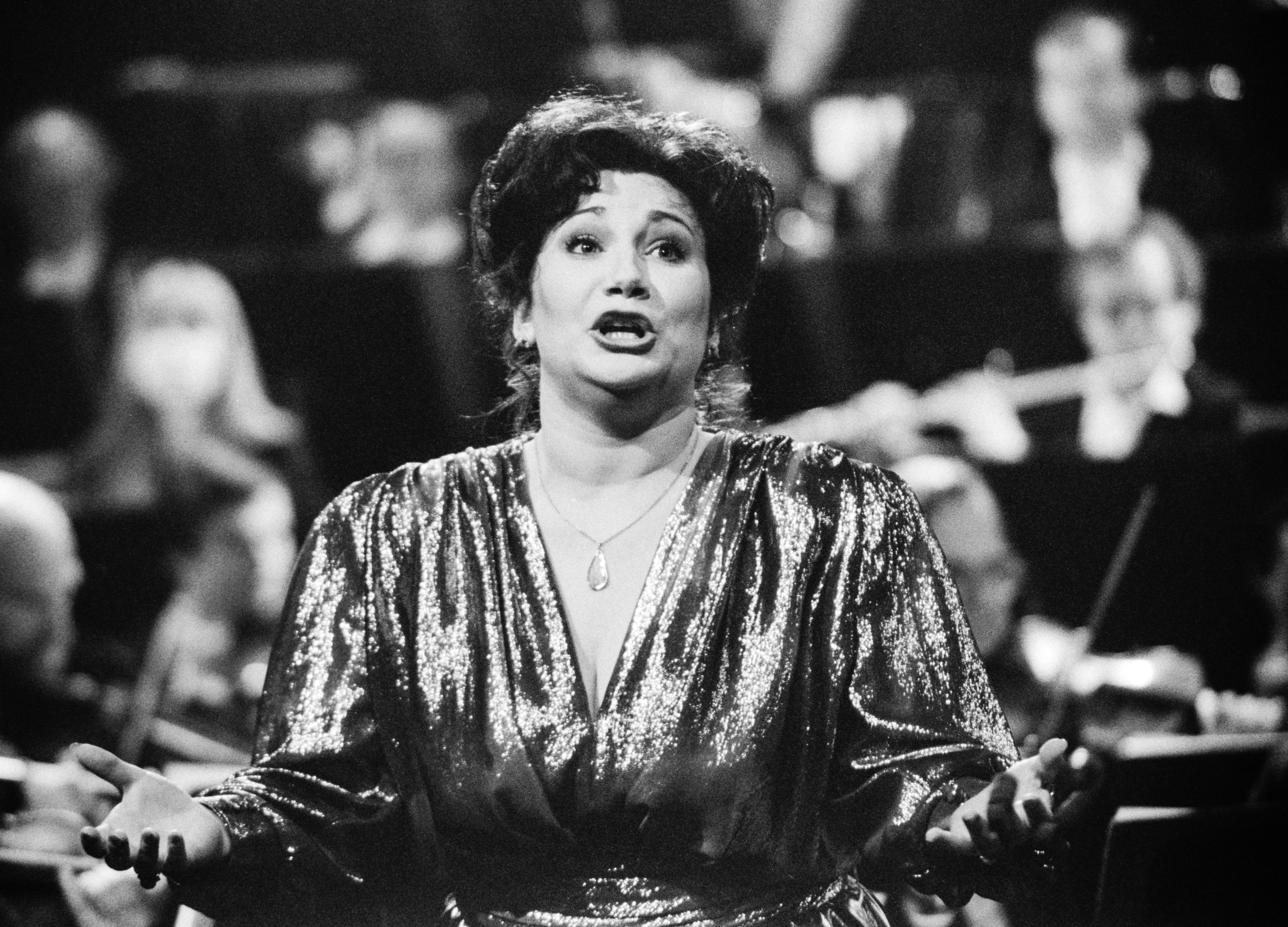
Cheryl Studer beim Galakonzert zur Wiedereröffnung des Prinzregententheaters (1988)

Cheryl Studer (* 24. Oktober 1955 in Midland, Michigan) ist eine US-amerikanische Opernsängerin (Sopran).

## Leben
Cheryl Studer studierte am Tanglewood Music Center, Tanglewood, und an der Hochschule für Musik und Darstellende Kunst in Wien bei Hans Hotter. Nach ersten Auftritten in Darmstadt, an der Bayerischen Staatsoper und an der Deutschen Oper Berlin feierte sie im Jahre 1985 ihr Debüt bei den Bayreuther Festspielen als Elisabeth (Tannhäuser), wo sie seither auch als Elsa, Senta und Sieglinde (im Jahre 2000) zu hören war. Bei den Salzburger Festspielen sang sie die Chrysothemis (Elektra), 1992 die Kaiserin (Die Frau ohne Schatten), die Marschallin (Der Rosenkavalier), Elettra in Idomeneo und Leonore (Fidelio). Mit über achtzig Rollen gastierte sie an großen Opernhäusern Europas und der USA, so an der Mailänder Scala, der Opéra National de Paris, der Wiener Staatsoper, dem Covent Garden in London, der Metropolitan Opera in New York und an der Hamburgischen Staatsoper. Partien an der Bayerischen Staatsoper waren unter anderem Violetta Valéry (La traviata), Aida, Rosalinde (Die Fledermaus), Chrysothemis (Elektra), Marschallin (Der Rosenkavalier) und Ariadne (Ariadne auf Naxos). 1998 kam es zu einem Eklat mit der Bayerischen Staatsoper, die ihren Gastvertrag fristlos kündigte, da ihre „derzeitige sängerische Verfassung“ den erwarteten „Anforderungen nicht gewachsen“ gewesen sei. Nachdem sich ihre Stimme nach einer Pause erholt hatte, sang sie bis 2003 in 14 weiteren Vorstellungen an der Bayerischen Staatsoper.
Im Laufe ihrer internationalen Karriere entstanden zahlreiche bedeutende Plattenaufnahmen, etwa Mozarts Die Entführung aus dem Serail unter Bruno Weil sowie Richard Strauss’ Salome unter Giuseppe Sinopoli. So hatte beispielsweise die Sopranistin zwischen 1987 und 1994 über 28 Operngesamtaufnahmen eingespielt.
Von 2003 bis zu ihrer Pensionierung 2021 hatte Cheryl Studer eine Professur für Gesang an der Hochschule für Musik Würzburg inne. Heute unterrichtet sie noch weiterhin Privatschüler.

## Repertoire (Auswahl)
- Beethoven: Leonore in Fidelio
- Beethoven: Missa solemnis
- Bellini: Amina in La sonnambula
- Bizet: Micaela in Carmen
- Brahms: Ein deutsches Requiem
- Donizetti: Titelrolle in Lucia di Lammermoor
- Floyd: Titelrolle in Susannah
- Gluck: Circe in Telemaco
- Gounod: Margarethe in Faust
- Juliette in Roméo et Juliette
- Händel: Sopran II in Der Messias
- Humperdinck: Gertrud in Hänsel und Gretel
- Janáček: Katja Kabanowa
- Lehár: Hanna Glawari in Die lustige Witwe
- Massenet: Salome in Hérodiade
- Mozart: Konstanze in Die Entführung aus dem Serail
- Mozart: Elettra in Idomeneo
- Mozart: Gräfin Almaviva in Le nozze di Figaro
- Mozart: Donna Anna in Don Giovanni
- Mozart: Königin der Nacht und Pamina in Die Zauberflöte
- Offenbach: Giulietta in Les contes d’Hoffmann
- Rossini: Madama Cortese in Il viaggio a Reims
- Rossini: Mathilde in Guglielmo Tell
- Rossini: Titelrolle in Semiramide
- Schumann: Genoveva
- Smetana: Mařenka in Die verkaufte Braut
- Spohr: Titelrolle in Jessonda
- Johann Strauss: Rosalinde in Die Fledermaus
- Richard Strauss: Arabella und Adelaide in Arabella
- Strauss: Titelrolle in Ariadne auf Naxos
- Strauss: Gräfin in Capriccio
- Strauss: Titelrolle in Daphne
- Strauss: Aotra om Die ägyptische Helena
- Strauss: Chrysothemis in Elektra
- Strauss: Kaiserin in Die Frau ohne Schatten
- Strauss: Marschallin in Der Rosenkavalier
- Strauss: Titelrolle in Salome
- Strauss: Vier letzte Lieder
- Tschaikowski: Tatjana in Eugen Onegin
- Verdi: Odabella in Attila
- Verdi: Gilda in Rigoletto
- Verdi: Leonora in Il trovatore
- Verdi: Violetta in La traviata
- Verdi: Elena in I vespri siciliani
- Verdi: Titelrolle in Aida
- Verdi: Desdemona in Otello
- Verdi: Messa da Requiem
- Wagner: Irene in Rienzi
- Wagner Senta in Der fliegende Holländer
- Wagner: Drolla in Die Feen
- Wagner: Elisabeth in Tannhäuser
- Wagner: Elsa in Lohengrin
- Wagner: Eva in Die Meistersinger von Nürnberg
- Wagner: Isolde in Tristan und Isolde
- Wagner: Brünnhilde, Sieglinde, Helmwige, Ortlinde in Die Walküre
- Wagner: Gutrune in Götterdämmerung
- Wagner: Kundry in Parsifal
- Wagner: Wesendonck-Lieder
- Weber: Titelrolle in Euryanthe
- Weber: Agathe in Der Freischütz
- Zemlinsky: Zofe in Der Zwerg

## Diskografie (Auswahl)
- Ludwig van Beethoven: Missa solemnis op. 123. Mit Jessye Norman, Placido Domingo, Kurt Moll, Dirigent: James Levine, Berliner Philharmoniker, 1992
- Gaetano Donizetti: Lucia di Lammermour. Dirigent: Ion Marin; London Symphony Orchestra, 1993
- Charles Gounod: Faust. Dirigent: Michel Plasson, Orchestre du Capitole de Touluse, 1997
- Gustav Mahler: Symphony Nr. 2 c-moll. Mit Waltraud Meier, Dirigent: Claudio Abbado, Wiener Philharmoniker, 1994
- Gustav Mahler, Symphony Nr. 8 Es-Dur. Mit u. a. Peter Seiffert, Jan-Hendrik Rootering, Bryn Terfel, Anne Sofie von Otter, Dirigent: Claudio Abbado, Berliner Philharmoniker, 1995
- Gustav Mahler: Symphony Nr. 8 Es-Dur. Mit u. a. Waltraud Meier und Hans Sotin, Dirigent: Giuseppe Sinopoli, Philharmonia Orchestra, 1998
- Jules Massenet: Herodiade. Dirigent: Michel Plasson, Orchestre du Capitole de Touluse, 1995
- Wolfgang Amadeus Mozart: Die Zauberflöte. Dirigent: Sir Neville Marriner, Academy of St. Martin in the Fields, 1991
- Wolfgang Amadeus Mozart: Don Giovanni. Dirigent: Riccardo Muti, Wiener Philharmoniker, 1991
- Wolfgang Amadeus Mozart: Die Entführung aus dem Serail. Dirigent: Bruno Weil, Wiener Symphoniker, 1992
- Wolfgang Amadeus Mozart: Le Nozze di Figaro, Dirigent: Claudio Abbado, Wiener Philharmoniker, 1995
- Franz Schubert: Lieder. Mit Irwin Gage (Klavier), 1991
- Richard Strauss: Die Frau ohne Schatten. Dirigent: Wolfgang Sawallisch, Bayerisches Staatsorchester, 1988
- Richard Strauss: Elektra. Dirigent: Wolfgang Sawallisch, Bayerisches Staatsorchester, 1990
- Richard Strauss: Salome. Dirigent: Giuseppe Sinopoli, Orchester der Deutschen Oper Berlin, 1991
- Richard Strauss: Elektra. Dirigent: Claudio Abbado, Wiener Philharmoniker, 1992 (DVD)
- Giacchino Rossini: Wilhelm Tell. Dirigent: Riccardo Muti, Orchester der Mailänder Scala, 1988
- Gioacchino Rossini: Semiramide. Dirigent: Ion Marin, London Symphony Orchestra, 1994
- Giuseppe Verdi: Attila. Dirigent: Riccardo Muti, Orchester der Mailänder Scala, 1989
- Giuseppe Verdi: Die sizilianische Vesper. Dirigent: Riccardo Muti, Orchester der Mailänder Scala, 1990
- Giuseppe Verdi: Requiem. Mit Dolora Zajic, Luciano Pavarotti, Samuel Ramai, Dirigent: Riccardo Muti, Orchester der Mailänder Scala, 1990
- Giuseppe Verdi: La Traviata. Dirigent: James Levine, Orchester der Metropolitan Opera, 1993
- Giuseppe Verdi: Rigoletto. Dirigent: James Levine, Orchester der Metropolitan Opera, 1993
- Giuseppe Verdi: Requiem. Mit Marianna Lipovsek, Jose Carreras, Ruggero Raimondi, Dirigent: Claudio Abbado, Wiener Philharmoniker, 1993
- Giuseppe Verdi: Othello. Dirigent: Myung-Wun Chung, Orchestre del' Opera Bastille, 1994
- Richard Wagner: Die Feen. Dirigent: Wolfgang Sawallisch, Bayerisches Staatsorchester, 1970
- Richard Wagner: Die Walküre. Dirigent: Marek Janowski, Staatskapelle Dresden, 1981
- Richard Wagner: Rienzi. Dirigent: Wolfgang Sawallisch, Bayerisches Staatsorchester, 1983
- Richard Wagner: Tannhäuser. Dirigent: Giuseppe Sinopoli, Philharmonia Orchestra, 1983
- Richard Wagner: Tannhäuser. Dirigent: Giuseppe Sinopoli, Orchester der Bayreuther Festspiele, 1989 (nur DVD)
- Richard Wagner: Die Walküre. Dirigent: Bernard Haitink, Symphonieorchester des Bayerischen Rundfunks, 1988
- Richard Wagner: Götterdämmerung. Dirigent: James Levine, Orchester der Metropolitan Opera, 1991
- Richard Wagner: Lohengrin. Dirigent: Peter Schneider; Orchester der Bayreuther Festspiele, 1992 (auch DVD)
- Richard Wagner: Die Meistersinger von Nürnberg. Dirigent: Wolfgang Sawallisch, Bayerisches Staatsorchester, 1994
- Richard Wagner: Wesendonck-Lieder und Isoldes Liebestod sowie Richard Strauss: Vier letzte Lieder, Dirigent: Giuseppe Sinopoli, Staatskapelle Dresden, 1994
- Richard Wagner: Wagner-Gala. Mit u. a. Waltraud Meier, Siegfried Jerusalem, Bryn Terfel, Dirigent: Claudio Abbado, Berliner Philharmoniker, 1994
- Richard Wagner: Lohengrin. Dirigent: Claudio Abbado, Wiener Philharmoniker, 1995 (auch DVD)
- Richard Wagner: Der Fliegende Holländer. Dirigent: Giuseppe Sinopoli, Orchester der Deutschen Oper Berlin, 1998